# Хигиена
Хигиената е дял от медицината, който проучва причините за болестите и условията за запазване на здравето.
В модерната медицина различни стандарти за хигиена се препоръчват за различни ситуации, а регулярните хигиенни практики се смятат за добри навици от обществото, докато неподдържането на хигиена може да се смята за отвратително, проява на занемареност и дори опасно. Хигиената обхваща множество аспекти от живота на човек. Тя включва: дезинфекция и/или стерилизация на различни предмети от бита, медицински инструментариум, кожни повърхности и помещения; хигиена на ръцете и тялото; хигиена на водата, почвата и въздуха, хигиена на хранене.

## Етимология
Хигиена произлиза от гръцкото ὑγιεινή (τέχνη) – hugieinē technē, означаващо „(изкуство) на здравето“, от ὑγιεινός (hugieinos), „добър за здравето, здравословен“,, което произлиза от ὑγιής (hugiēs), „здравословен, в добро състояние, полезен, благотворен, лечебен, благотворен, здравословен“.
В древногръцката митология Хигия (Ὑγίεια) е богиня на здравето и персонификация на здравето.

## Концепцията за хигиена
Хигиената е стара концепция, свързана с медицината, както по отношение на персоналната хигиена, така и по отношение на практиките на професионална грижа, отнесени до повечето аспекти на живота. В медицината и дома (домашната хигиена) и ежедневието, хигиенните практики са използвани като превантивни мерки за редуцирането на разпространението на заболявания.

## Хигиена на ръцете
Редовното измиване на ръцете с топла вода и сапун е ефективен, бърз и лесен начин за предпазване от множество инфекции. То е абсолютно задължително за всеки човек, особено за тези, които имат по-голям риск от заразяване или са с отслабен имунитет – бебета, малки деца, хронично болни, хора в старческа възраст, серопозитивни, болни от туберкулоза, онкоболни и др. Сапунът трябва да се нанася върху предварително намокрени ръце, почистването трябва да се извършва и от двете страни на дланите, между пръстите и под ноктите в продължение на поне 20 секунди. След изплакването на ръцете под струя течаща вода, те трябва да се подсушат със суха, чиста кърпа. Ръцете трябва да се мият преди хранене, приготвяне на храна, почистване на рани по тялото, обгрижване на болен и след ходене до тоалетна, кашляне, кихане, изхвърляне на боклук, докосване на замърсени предмети и повърхности (например в градския транспорт), животни и животинска храна, пари, отпадъци.

## Хигиена на хранене
Хигиената на хранене цели предотвратяване на развитието на заболяванията в резултат на непълноценното и недоимъчното или прекомерното хранене. Хранителната пирамида показва от кои хранителни вещества и в какво съотношение се нуждае тялото ежедневно, за да съществува пълноценно. В нейната основа се намират пълнозърнестите и макаронените изделия, който трябва да бъдат приемани в най-голямо количество. След тях се нареждат плодовете и зеленчуците, последвани от млечни продукти, месо, яйца, варива и ядки. На върха на пирамидата стоят мазнините и сладкарските изделия. Хигиената на храненето има отношение и към инфекциозните заболявания в случаите, в които човек консумира продукти, замърсени с хелминти, приони, вируси, бактерии или микотоксини в резултат на неправилното консервиране на храните, лошата им термична обработка или замърсяването им от хора и животни. Спазването на правилата за хигиена, здравен контрол на персонала в ресторантите и хранително-вкусовата промишленост и правилна обработка на храната са част от мерките, които трябва да се вземат с цел предпазване от инфекциозни заболявания, предавани с храната.

## Хигиена на водата
В България контролните органи са длъжни да изчисляват т.нар. микробно число (брой микроорганизми) и минимална инфекциозна доза (най-малкото количество микроорганизми, необходими за възникване на инфекциозно заболяване при човек). Едни от най-разпространените водни инфекции в миналото са били причинявани от Salmonella thyphi и Vibrio cholerae. Днес основните контаминатори на водата са: E.coli, Shigella, Human poliovirus, Hepatit A virus, адено- и ротавируси и някои хелминти. Водата за питейни нужди трябва да бъде снабдена единствено от източници с доказано качество.

## Медицинска хигиена
Хигиената е медицинска наука, която изучава взаимодействието в системата „човек – жизнена среда“ с оглед правилното развитие, запазването, укрепването и подобряването на здравето и работоспособността на човека и осигуряването на активно дълголетие. Обособява се като наука през 19 век. Основни приноси имат М. Петенкофер, Е. Паркис, Дж. Саймън и др. Принос за развитието на хигиената в България имат Т. Петров, Л. Цветков, С. Ватев и др.

## Причини за липса на хигиена
Причини за липсата на хигиена могат да бъдат липсата на разбиране за нуждата от хигиена (липса на образование или лични навици), липсата на достъп до необходима за хигиената вода (също и топла), препарати и т.н., бедност, както и неврологични или психиатрични заболявания като Алцхаймер, голямото депресивно разстройство  и други.